# Steven Smith
Steven Smith, född den 22 oktober 1962 i Bingley, West Yorkshire, är en brittisk ryttare.
Han tog OS-silver i lagtävlingen i hoppning i samband med de olympiska ridsporttävlingarna 1984 i Los Angeles.